# Polonium
Polonium (chemická značka Po, latinsky Polonium) je radioaktivní prvek patřící do skupiny chalkogenů. Má protonové číslo 84 a chemicky patří mezi kovy (někdy je popisován jako metaloid), je prudce jedovatý kvůli radiolýze chemických vazeb a samozahřívání. Byl objeven roku 1898 Marií Curie-Skłodowskou a Pierrem Curiem, izolováním z jáchymovského smolince. Prvek byl pojmenován podle Polska, rodné země Marie Curie-Skłodowské.

## Výskyt
Polonium 210Po se přirozeně vyskytuje ve velmi malé koncentraci v půdě, vodě i ve vzduchu. Polonium je velmi nestabilní, ale v přírodě se vyskytuje jako meziprodukt v rozpadových řadách jiných radioaktivních prvků (zejména uran). Největší zastoupení (dle hmotnosti) má jeho izotop 210Po, který vzniká v uran-radiové rozpadové řadě. Polonium je ale zastoupeno ve všech čtyřech rozpadových řadách.
Rozpadem uranu (či jiného prvku) vznikají ostatní radioaktivní prvky, které se nachází v příslušné rozpadové řadě. Radon je jako jediný prvek v rozpadových řadách plynem a umožňuje tak, aby se radioaktivní prvky dostatečně rychle transportovaly na povrch. Hlavním zdrojem polonia na povrchu Země je proto radon přirozeně unikající ze zemské kůry. Polonium je v přírodě nejvíce koncentrováno v rudách uranu a jeho koncentrace v nich se pohybuje okolo 0,1 mg na tunu.

## Historie
Marie Curie-Skłodowská se původně zabývala přesným měřením aktivity různých rud od 16. prosince 1897 a následně 5. ledna 1898 se k ní připojil její manžel Pierre Curie. Po nalezení vyšší než očekávané aktivity ve smolinci manželský pár 12. dubna 1898 oznámil hypotézu o novém radioaktivním prvku v této rudě uranu. Již za 2 dny, 14. dubna, začali manželé ve spolupráci s Gustavem Bémontem s cílenou extrakcí polonia z několika tun smolince pocházejícího z dolů v Jáchymově. Výsledkem jejich několikaměsíčního úsilí byl vzorek o měrné aktivitě 400 krát vyšší, než má uran. Existence polonia byla poprvé oznámena na přednášce manželů Curieových 18. července 1898. 
Polonium sehrálo zásadní roli v raném rozvoji jaderné fyziky, protože ve své době se jednalo o jeden z mála známých radioaktivních prvků a byl také pro své vlastnosti široce používán v různých fyzikálních experimentech.

## Získávání
Roční celosvětová průmyslová produkce polonia se pohybuje řádově v desítkách gramů. V období mezi lety 1995–2002 byla celková produkce všech izotopů polonia pod 100 gramů za rok.

### Přímá výroba
Polonium se uměle připravuje ozařováním bismutu 209Bi neutrony v jaderných reaktorech, kde vzniká podle rovnice
{\displaystyle \mathrm {{}^{209}Bi+{}_{0}^{1}n\rightarrow {}^{210}Bi\rightarrow {}^{210}Po+\beta ^{-}} }.
Meziproduktem v této reakci je 210Bi, který se na 210Po rozpadá s poločasem 5 dní. Od bismutu se pak polonium odděluje elektrochemicky ukládáním na stříbrný plíšek (viz dále).
Polonium lze ve větších množstvích vyrábět také v urychlovačích částic, kde vznikají oba izotopy 209Po a 210Po. Výroba pomocí urychlovačů je ale značně nákladnější, a proto je také méně častá.

### Chemická extrakce
Historicky se kvůli značné nákladnosti extrakce polonia přímo z rud uranu uchytila obecná metoda chemické extrakce ze starých umělých zářičů vyvinutá již v roce 1920. Nejvhodnější pro tento postup byly staré lékařské ampule s Radonem, ale proceduru lze aplikovat na mnoho různých materiálů (do jisté míry i včetně uranové rudy).
Materiál se promyje/rozpustí zředěnou HNO3, do roztoku se přidá malé množství Pb(NO3)2 a dusičnany se z roztoku vysráží ve formě sulfidů pomocí H2S. Sulfidy v takto vzniklé sraženině by měly obsahovat hlavně PbS, PoS a jisté množství dalších (např. HgS, CuS). Rozpustné sulfidy se rozpustí v co nejmenším množství horké HNO3 a nerozpuštěné krystaly Pb(NO3)2 se odfiltrují. K roztoku se přidá malé množství HCl a vloží se do něj stříbrný plíšek. Na plíšku se během několika hodin selektivně uloží velká část polonia z roztoku (v tomto kroku dochází k separaci polonia od nečistot). Plíšek se vyjme, celý se rozpustí v HCl a vzniklý nerozpustný AgCl se odfiltruje. Roztok obsahující veškeré polonium se nechá vysušit a vzniká malé množství prášku. Tento prášek je vysoce aktivní poloniový preparát. Výše popsaný chemický postup (či jeho části) se pro čištění polonia i jeho jiné zpracování používá dodnes.

## Použití
V praxi je nejvíce užívaným izotopem polonia 210Po, který je silným alfa zářičem s poločasem rozpadu 138,4 dne. Celkově je známo několik desítek různých izotopů polonia, praktický význam však mají pouze izotopy 210Po, 208Po (poločas rozpadu 2,9 let) a 209Po (poločas rozpadu 125 let).
Praktické využití nalézají izotopy polonia jako alfa zářiče v medicíně[zdroj?], při odstraňování statického náboje v textilním průmyslu a výrobě filmů. 
Polonium se používalo jako neutronový iniciátor pro první generaci jaderných bomb. Od jeho použití se v tomto odvětví upustilo, protože se kvůli krátkému poločasu rozpadu musely komponenty často vyměňovat a polonium tak bylo nahrazeno dodnes používaným tritiem.
Objevily se i pokusy využít tento kov v kosmickém průmyslu jako zdroj energie. Polonium však není použitelné po delší časové období a jeho využití zůstává omezené navzdory jeho extrémní výhřevnosti. V roce 1970 zahřívalo polonium během lunárních nocí komponenty vozidla Lunochod 1.

## Zdravotní rizika
Ze zdravotního hlediska je polonium vysoce toxický a nebezpečný prvek a při manipulaci s ním musí být dodržována přísná bezpečnostní opatření. LD50 pro polonium je 1 μg.

### Otrava Alexandra Litviněnka
Dle oznámení londýnské policie byl poloniem 210Po otráven bývalý tajný agent FSB Alexandr Litviněnko, který zemřel v roce 2006 v Londýně.

### Polonium v ekosystému
Nejčastěji se polonium vyskytuje ve formě oxidu jako oxid poloničitý (PoO2). Ten v přírodní koncentraci díky mizivé rozpustnosti ve vodě a malému dosahu alfa záření nepředstavuje významné riziko při pozření. V nevětraných prostorách s vysokou koncentrací radonu je ale též vysoká koncentrace nanočástic PoO2 ve vzduchu. Při vdechnutí je polonium nebezpečné, protože se částice z plic špatně odbourávají a zůstávají tak dlouhou dobu v bezprostředním kontaktu s tkání.
Nanočástice radioaktivních oxidů jsou přítomny v malé koncentraci i ve volném vzduchu. Při dešti jsou z něj vymývány, padají spolu s vodou, usazují se na vegetaci a v povrchové vrstvě půdy. Částice se usazují zejména na trichomech rostlin, a proto je z tohoto pohledu méně nezdravé kouřit marihuanu pěstovanou uvnitř než pěstovanou venku.
Částice polonia se do půdy se kromě spadu při dešti usazují i přímo rozpadem radonu, který jí prochází. V kulturní krajině mohou být dalším zdrojem radioaktivního olova i polonia fosfátová hnojiva. Obsah polonia v nich se velmi liší podle místa těžby. Z půdy mohou 210Po získávat rostliny a mohou z něj vytvářet biologicky dostupnější organokovové sloučeniny. Vzhledem k tomu, že se jedná o přírodní proces, jsou živé organizmy na přítomnost malého množství 210Po pravděpodobně přiměřeně adaptované. 
Jakmile ale rostliny spálíme, uvolní se částice radioaktivních oxidů znovu do vzduchu. Nejznámějším důsledkem je, že polonium je jedním z významných tabákových karcinogenů. To, že polonium se nachází v cigaretách bylo zaznamenáno již v 50 letech 20. století.